# Diplophos orientalis
Diplophos orientalis är en fiskart som beskrevs av Matsubara, 1940. Diplophos orientalis ingår i släktet Diplophos och familjen Gonostomatidae. Inga underarter finns listade i Catalogue of Life.